# Жан-Клод Арно
Жан-Клод Арно (фр. Jean-Claude Arnault; нар. 15 серпня 1946), відомий у ЗМІ як швед. kulturprofilen — французько-шведський колишній фотограф і художній керівник культурного центру Forum — Nutidsplats För Kultur на Sigtunagatan 14 у Стокгольмі, який набув широкої відомості у зв'язку з акцією MeToo.
Арно отримав культурну премію Natur and Cultur у 2008 році. Він одружився з членкинею Шведської академії Катаріною Фростенсон, яка народилася в Марселі, Франція.
У листопаді 2017 року, в контексті Me Too, Арно звинуватили у сексуальних домаганнях до 18 жінок, що призвело до того, що Шведська академія розірвала всі фінансові зв'язки з ним.
Одночасно його дружину було звинувачено в корупції за неповідомлення членам академії про конфлікт інтересів при розподілі субсидій для культурного центру чоловіка. У той же час вона була заявлена як джерело семи випадків передчасної інформації про Нобелівську премію.
У результаті протиріч Сара Даніус, Петер Енґлунд, Клас Остерген, Сара Стрідсберг, Kjell Espmark і Катаріна Фростенсон залишили свої посади, що призвело до стурбованості з приводу майбутнього Шведської академії. 12 квітня 2018 року Сара Даніус, а 27 квітня Сара Стрідсберг покинули академію. Арно заперечував усі звинувачення.